# Nicolau Nasoni
Nicolau Nasoni, ursprünglich Niccolò Nasoni, (* 2. Juni 1691 in San Giovanni Valdarno; † 30. August 1773 in Porto) war ein italienischer Architekt, Maler und Dekorateur, der hauptsächlich in Portugal arbeitete. Er verrichtete sein Werk im Zeitalter des Barock und Rokoko.

## Biografie
Nasoni wurde in der toskanischen Stadt San Giovanni Valdarno, in der Provinz Arezzo, als Sohn von Giuseppe di Francesco und Margherita Rosi geboren. Er lebte in Siena und widmete sich dort mit Giuseppe Nicola Nasini (1657–1736) erstmals der Architektur. Er baute im Dom von Siena einen Katafalk für Ferdinand de’ Medici und einen Triumphbogen zu Ehren des neuen Erzbischofs. Während seiner Arbeit für die Opera del Duomo studierte er Architektur und Malerei.
Anschließend war er in Rom und Malta als Maler beschäftigt. Nasoni arbeitete für die Parade des neuen Großmeisters des Malteserordens. Weiterhin war er für die Dekoration der Flure und Decken des Palazzo Magistrale von Valletta zuständig. 
Nasoni ging 1723 nach Portugal und arbeitete dort, vor allem in Porto, bis zu seinem Lebensende. Er sanierte dort die Kathedrale von Porto. 1731 wurde er mit den Planungen für die neue Igreja dos Clérigos (Kirche der Kleriker) beauftragt, deren Errichtung er bis zu ihrer Vollendung 1763 leitete. Nach seinem Tod 1773 wurde er dort in der Krypta beigesetzt.